# Gudrun Schyman

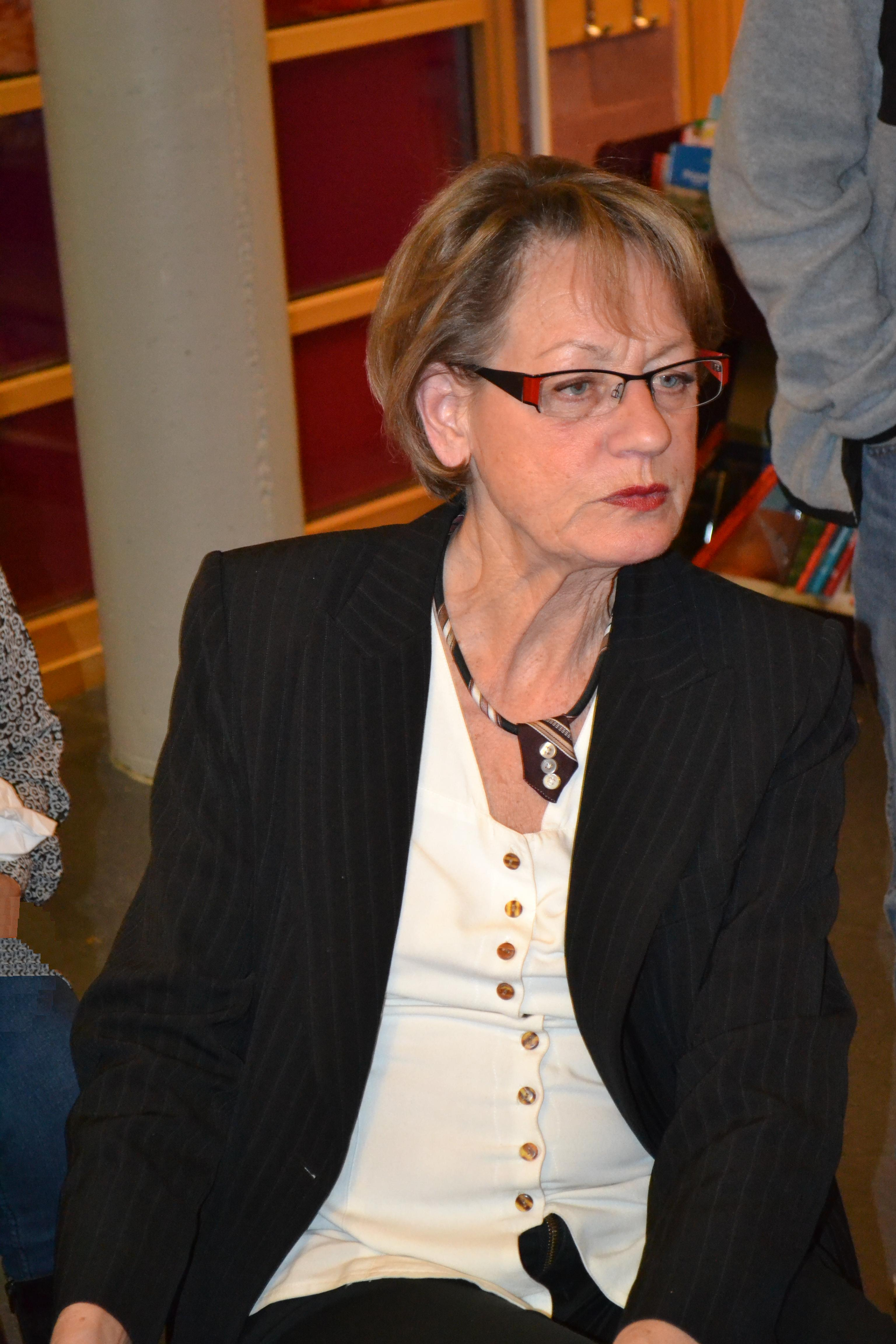
Gudrun Schyman, 2012

Gerd (Gudrun) Maria Schyman (Täby (Stockholms län), 9 juni 1948) is een Zweeds politica, sociaal werker en lid van de Rijksdag van 1988 tot 2006. Ze was partijvoorzitster van Vänsterpartiet van 1993 tot 2003.
Op 7 december 2004 trad ze uit Vänsterpartiet en zetelte daarna als onafhankelijke in de Rijksdag. Op een persconferentie op 4 april 2005 stelde ze, als een van de bestuursleden, het nieuwe netwerk Feministiskt initiativ voor.